# 伍仕贤
伍仕贤（英語：Dayyan Eng，1975年—），美籍华人导演、编剧和制片人。

## 生平
随着中国人的父亲和美国人的母亲在中国、美国、澳大利亚和加拿大生活过。曾就读于美国华盛顿大学电影艺术系、大三时转学到北京电影学院导演系。毕业后，伍仕贤拍了许多内地和国际客户的电视广告与MV。
他2001年自编自导的电影剧情短片《车四十四》获得了威尼斯国际电影节评委会特别奖、 美国圣丹斯电影节评委会特别奖、和戛纳电影节及八个国际电影节的奖项和提名，成为第一部在重量级国际电影节获奖的中国电影短片。
伍仕贤2005年自编自导的《独自等待》在正式公映前已经被全国数家媒体评为“年度最好看的国产电影之一”。这部深受内地广大80后喜爱的浪漫喜剧电影由夏雨、李冰冰和龚蓓苾领衔主演，周润发等影星友情客串，2005年底上映后在国内引起很大反响并获得了北京大学生电影节最佳处女作奖、最佳男演员奖， 以及金鸡奖最佳影片等三项提名。据国内媒体调查，伍仕贤是“中国最有号召力的年轻导演之一”；2008年美国业内电影杂志 Variety把伍仕贤称为" 中国最值得关注的年轻导演之一"。
2012年，伍仕贤自编自导的剧情兼心里悬疑电影《形影不离》由两届奥斯卡得主凱文·斯貝西、吴彦祖、龚蓓苾、闫妮、曾江等国内外实力派影星主演。《形影不离》是第一部由好莱坞影星主演的国产电影，此片在釜山电影节首映后，被华尔街日报评为“十部年度最值得关注的亚洲电影之一”并成功在海外许多地区销售版权。《形影不离》在2013年的中美电影节获得了最佳中美合作金天使奖。
2017年暑期档，伍仕贤回归喜剧的中小成本电影《反转人生》全国上映了。这部由老搭档夏雨和闫妮、喜剧人潘斌龙领衔主演、宋茜特别出演，吴彦祖、宁静、王宝强、包贝尔、雷佳音等影星友情出演的都市奇幻喜剧电影，在当时排片量较低的情况下超出了业内预计上映两周拿下了7000万票房的成绩。同时，《反转人生》还在四大票务平台上获得暑期档喜剧或奇幻类型中观众口碑最好的成绩，并且全网上线两周后就已经在三大视频网站付费点击量共达到100,000,000多次。《反转人生》在第13届中美电影节获得了年度优秀电影金天使奖、在2018年的洛杉矶电影奖获和纽约电影金象奖上获得最佳导演奖和最佳奇幻电影奖等重要奖项（包括最佳演员、最佳视效、最佳剪辑）、以及获选第37届夏威夷国际电影节。
妻子是中国影星龚蓓苾。